# Nepravilni satelit
Nèpravílni satelít (tudi nèpravilna lúna) je v astronomiji naravni satelit, ki kroži okrog osrednjega telesa po oddaljeni in nagnjeni tirnici, velikokrat vzvratno. Verjamemo, da so jih njihovi starševski planeti zajeli, za razliko od pravilnih satelitov, ki so nastali samostojno.
Od leta 1997 so odkrili triindevetdeset nepravilnih satelitov, ki vsi krožijo okrog štirih plinskih velikanov (Jupitra, Saturna, Urana in Neptuna). Pred letom 1997 so poznali le deset nepravilnih satelitov, med njimi Febo in Himalijo, največja nepravilna satelita Saturna in Jupitra. Trenutno menijo, da so planeti zajeli nepravilne satelite s heliocentrične tirnice blizu svojih trenutnih leg, kmalu po nastanku svojega starševskega planeta. Drugo teoretično razlago, da ti sateliti izvirajo iz Kuiperjevega pasu, trenutna opazovanja ne podpirajo.

## Opredelitev nepravilnega satelita
| planet  | rH (Gm) |
| ------- | ------- |
| Jupiter | 51      |
| Saturn  | 69      |
| Uran    | 73      |
| Neptun  | 116     |

Natančna opredelitev nepravilnega satelita ne obstaja. Neuradno je naravni satelit nepravilen, če se nahaja dovolj daleč od planeta, tako da ima glavni vpliv na precesijo njegove ravnine tira Sonce.
V praksi se glavna polos satelita primerja z velikostjo planetove Hillove krogle rH, ki podaja vpliv njegove gravitacije. Glavne polosi nepravilnih satelitov so večje od 0,75 rH z apoapsidami vse do 0,65 rH. Polmer Hillove krogle je dan v razpredelnici.

## Trenutna porazdelitev nepravilnih satelitov
Tirnice znanih nepravilnih satelitov se zelo razlikujejo, vendar kažejo določene zakonitosti. Vzvratne tirnice so pogostejše (83 %) od naprednih. Ne poznamo nobenega satelita z naklonom tira večjim od 55° (ali manjšim od 130° za vzvratno gibajoče satelite). Poleg tega lahko najdemo skupno potezo, kjer si večji satelit deli podobno tirnico z nekaj manjšimi.
Tirnice zunanjih satelitov zelo moti Sonce in njihovi elementi tirov se zelo spreminjajo v kratkih časovnih razmikih. Glavna polos Pasifaje se na primer spreminja v dveh letih za 1,5 Gm (enojna tirnica), naklon tira približno za 10° in izsrednost za 0,4 v 24. letih (v dvojni Jupitrovi orbitalni periodi).
Zaradi tega se za ugotavljanje skupin v danem trenutku uporabljajo srednji elementi tirnic namesto elementov tirnic brez motenj. Podobno se za ugotavljanje družin asteroidov uporabljajo pravi elementi tirov.

## Izvor
Nepravilne satelite so po vsej verjetnosti planeti zajeli s heliocentričnih tirnic. Da se to zgodi, morajo biti zagotovljeni trije pogoji:
- oddana energija (na primer v vzajemnem delovanju s prvotnim plinskim oblakom)
- velika razširitev (40 %) planetove Hillove krogle v kratkem obdobju (tisoč let)
- prenos energije v sistemu treh teles. To lahko vsebuje
  - trk (ali bližnje srečanje) prihajajočega telesa in satelita, kar povzroči da prihajajoče telo izgublja energijo in je zajeto
  - bližnje srečanje med prihajajočim dvojnim sistemom teles in planetom (ali obstoječim naravnim satelitom), kar povzroči da je zajeto eno od teles dvojnega sistema. Ta scenarij je najbolj verjeten za Triton[3].

Po zajetju se lahko kakšen satelit osvobodi, kar vede do povezovanja manjših satelitov v skupine s podobnimi tirnicami. Resonance lahko še naprej spremenijo njihove tirnice, zaradi česar je te skupine še težje prepoznati.

## Trajnejša stabilnost
Trenutne tirnice se začuda v numeričnih simulacijah izkažejo za stabilne, navkljub znatnim motnjam v bližini apoapside Vzrok te stabilnosti mnogih nepravilnih satelitov leži v dejstvu da krožijo v tirnicah s sekularno ali s Kozaijevo resonanco.
Poleg tega simulacije nakazujejo tudi:
- da so tirnice z nagibi večjimi od 50° (ali 130° za vzvratne tirnice) zelo nestabilne: njihova izsrednost narašča hitro, kar povzroči, da se satelit izgubi [2],
- da so vzvratne tirnice stabilnejše od naprednih. Stabilne vzvratne tirnice se nahajajo dlje od planeta.

Naraščajoča izsrednost povzroči manjše periapside in večje apoapside. Sateliti vstopajo v območje pravilnih (večjih) satelitov in njihove tirnice se prek trkov ali bližnjih srečanj uničijo. Druga možnost je, da jih naraščajoče Sončeve motnje pri rastočih apoapsidah potisnejo onstran Hillove krogle.
Vzvratno gibajoči sateliti so pogostejši na večjih razdaljah od planeta kot napredno gibajoči. Podrobni numerični izračuni so pokazali to asimetrijo. Meje so zapletene funkcije nagiba in izsrednosti, vendar so v splošnem napredne tirnice z glavnimi polosemi do 0,47 rH lahko stabilne, medtem ko so vzvratne tirnice lahko stabilne do 0,67 rH.
Mejno območje glavne polosi je presenetljivo ostro za napredno gibajoče satelite. Satelit, ki se giblje po krožni tirnici napredno (nagib je 0°) na razdalji 0,5 rH bo zapustil Jupiter v štiridesetih letih. Pojav je moč pojasniti z evekcijsko resonanco. Apoapsida satelita, kjer je planetov vpliv na satelit najmanjši, se oklene v resonanco z lego Sonca. Vpliv motnje se ojača pri vsakem prehodu satelita skozi apoapsido, kar ga še dodatno oddalji .
Asimetrija med napredno in vzvratno gibajočimi sateliti se lahko lepo pojasni s Coriolisovim pospeškom v vrtečem se opazovalnem sistemu s planetom. Za napredno gibajoče satelite pospešek kaže navzven, za vzvratno gibajoče pa navznoter, kar jih stabilizira .

## Fizikalne značilnosti

### Velikost
Znani nepravilni sateliti Urana in neptuna so večji od Jupitrovih ali Saturnovih. Verjetno obstajajo tudi manjši, vendar jih še niso zapazili. Če upoštevamo to opazovalno pomanjkljivost je porazdelitev velikosti podobna za vse štiri plinske velikane.
Običajno potenčni zakon približno podaja razmerje med številom teles N in njihovim premerom, manjšim ali enakim D:
{\displaystyle {\frac {{\rm {d}}N}{{\rm {d}}D}}\sim {\frac {1}{D^{q}}}\,\!,}
kjer q določa strmino potenčne funkcije. Za velikosti od 10 do 100 km velja položnejši potenčni zakon (q ~ 2). Vsakemu telesu premera 100 km ustreza deset teles premera 10 km. Za telesa, manjša od 10 km, velja strmnejši potenčni zakon (q ~ 3,5), kjer telesu premera 10 km odgovarja približno 140 teles s premerom 1 km. Porazdelitev velikosti za telesa v Kuiperjevem pasu je na primer še strmnejša (q ~ 4), kar pomeni, da enemu telesu premera 1000 km ustreza tisoč teles s premerom 100 km. Porazdelitev velikosti omogoča vpogled v morebitni izvor satelita (zajetje, trk/sprostitev ali samostojni nastanek).

### Barve
Barve nepravilnih satelitov določajo barvni indeksi: preproste mere razlik navideznega sija telesa skozi modre (B), vidne (zeleno-rumene) (V) in rdeče (R) filtre. Opazovane barve nepravilnih satelitov so v razponu od nevtralnih (sivkastih) do rdečkastih, vendar ne tako rdečih kot pri nekaterih telesih iz Kuiperjevega pasu.
| odbojnost | nevtralno | rdečkasto | rdeče    |
| --------- | --------- | --------- | -------- |
| nizka     | C 3-8 %   | P 2-6 %   | D 2-5 %  |
| srednja   |           | M 10-18 % | A13-35 % |
| visoka    |           | E 25-60 % |          |

Vsak planetni sestav ima nekaj svojstvenih značilnosti. Jupitrovi nepravilni sateliti so sivi do delno rdeči, kar se sklada z asteroidi tipa C, P in D . Nekatere skupine satelitov imajo podobne barve. Saturnovi nepravilni sateliti so bolj rdeči od Jupitrivih. Velika Uranova satelita Sikoraks in Kaliban sta svetlordeča, manjša Prospero in Setebos pa sta siva kot Neptunova satelita Nereida in Halimeda 

### Spektri
V trenutni ločljivosti so spektri v vidnem in blizu infrardečega dela neizraziti. Do sedaj so našli vodni led na Febe in Nereidi, ter poteze vodnih sprememb na Himaliji.

### Vrtenje
Pravilni sateliti so običajno plimsko zvezani. Njihova tirnica je sočasna z njihovim vrtenjem, tako da je s planeta vidna le njihova ena stran. Plimske sile na nepravilni satelitih so zanemarljive. Izmerili so vrtilne dobe v območju le deset ur za največje satelitev Himalijo, Febe in Nereido. Njihove orbitalne periode so za primerjavo več sto dni. Takšna razmerja za vrtenje so enakovredna razmerjem za asteroide.